# 保險法 (中華民國)
保險法，為中華民國的一部規定保險關係及保險人監理的商事法。法律位階為民法的子法。

## 沿革
中華民國保險法於1929年12月30日由國民政府制定，公布全文82條。制定之初，大量借鑑於法國保險法、德國保險契約法、日本保險法、以及加州保險法，後歷多次修訂，包括1963年修正公布全文，形成現行條文共178條。
2018年12月25日修正保險法修正第一百六十五條條文。

## 保險之定義
保險是一種法律關係，依照保險法第1條規定，所謂保險係由當事人約定，一方交付保險費於他方，他方對於因不可預料或不可抗力之事故所致之損害，負擔賠償財物之行為。

## 保險法的特性
保險法具有幾種特徵：
- 社會性
- 任意性
- 強行性
- 倫理性
- 技術性

## 保險之類型
依照1963年修正公布全文的《保險法》第13條之規定可知，保險有下列幾種類型：

### 財產保險
- 火災保險
- 海上保險
- 陸空保險
- 責任保險
- 保證保險
- 其他經主管機關核准之財產保險

### 人身保險
- 人壽保險
- 健康保險
- 傷害保險
- 年金保險

## 外部連結
- 中華民國保險法 （页面存档备份，存于）